# Tofama
Tofama – firma produkująca pompy, armaturę i aparaturę dla przemysłu chemicznego, petrochemicznego oraz spożywczego z siedzibą przy ulicy Skłodowskiej-Curie 65 w Toruniu.
Przedsiębiorstwo powstało w 1920 roku. Początkowo działała jako Fabryka Maszyn Jan Broda i S-ka, w następnych latach jako Zakład Urządzeń Chemicznych „Tofama”. Od lat 50. firma specjalizuje się w produkcji aparatów i urządzeń dla przemysłu chemicznego. W 1995 roku firma została przekształcona w spółkę akcyjną. W sierpniu 2003 roku firma przyjęła obecną nazwę.